# 新海獅屬
新海獅屬（学名：Neophoca），又名澳洲海獅屬，是海獅科海獅亞科的一個屬，一些學者將之劃入紐西蘭海獅屬（Phocarctos）。

## 下属物种
該屬共兩個種，其中一個已滅絕：
- 澳洲海獅 Neophoca cinerea (Péron, 1816)：分佈於澳大利亞[3]
- 帕拉丁澳洲海獅 Neophoca palatina King, 1983，也称短腭新海狮：僅在新西蘭發現有其頭骨